# Кутулмиш
Кутулмиш (Куталмиш) (д/н — 1063) — претендент на трон султана Великих Сельджуків.

## Життєпис
Походив з династії Сельджукидів. Син ябгу (вождя) Арслана. У 1025 році разом з батьком воював проти султана Махмуда Газневі. Потрапив у полон та відправлений до фортеці Калінджар в Індії. Зумів втекти до Бухари, де намагався організувати викуп або втечу батька. Після смерті Арслана у 1032 році діяв разом із стрийками Тогрулом й Чагри проти Газневідського султанату.
У 1042 році відправлено на Кавказ. Тут змусив еміра Гянджі визнати зверхність Великих Сельджуків. У 1045 році допоміг двінському еміру Абу'л-Асвар Шавуру ібн Фадлу відбити напад візантійців на Двін. У 1048 році спільно з Ібрагімом Іналом зумів захопити Кайкалу. За цим спільно з Ібрагімом завдав у битві під Капетроном поразки візантійсько-грузинському війську, захопивши Ліпаріта IV, еріставі Клдекарі.
1055 року деякий час перебував в Багдаді. Потім рушив на допомогу Муслімубен Курейшу, еміру Мосула. У 1061 році Кутулмиш повстав проти султана Тогрула, оскільки бажав бути оголошеним спадкоємцем трону. Але швидко зазнав поразки й був обложений в фортеці у горах. Облога тривала до 1063 року, коли Тогрул помер, а візір Аід уль-Мульк зняв облогу.
Після цього Кутулмиш рушив на північ Персій, де привернув на свій бік 50 тис. огузів. Він зайняв Гамадан й рушив на Рей, який захопив. В цей час Алп-Арслан, син Чагри-бека, також заявив права на трон великих Сельджуків. У битві біля Дамгану Кутулмиш зазнав поразки. За різними відомостями загинув у битві або згодом був страчений.